# Paisagem Cultural de Le Morne
A Paisagem Cultural de Le Morne é um Património Mundial da UNESCO na Maurícia. O sítio, uma rugosa montanha aos pés do Oceano Índico no sudoeste da Maurícia, foi usado como abrigo por escravizados foragidos nos séculos XVIII e XIX. Protegidos pelos isolados e praticamente inacessíveis precípicios da montanha, os escravizados foragidos formaram pequenas povoações nas grutas e no cume de Le Morne. As tradições orais associadas aos quilombolas, tornaram Le Morne num símbolo da luta dos escravizados pela liberdade, do seu sofrimento, do seu sacrifício, que tinham relevância para os países dos quais os escravizados vieram  - África Continental, Madagáscar, Índia, Sudeste Asiático. A Maurícia, uma importante paragem no antigo comércio de escravizados, ganhou a alcunha da "Terra dos Quilombolas", devido ao grande número de escravizados foragidos que viveram em Le Morne.
Em 2008, a Paisagem Cultural de Le Morne tornou-se um Património Mundial da UNESCO.

## Ligações Externas
- UNESCO - Paisagem Cultural de Le Morne